# Museumjournaal
Museumjournaal was van 1955 tot 1996 een Nederlands tijdschrift voor moderne en hedendaagse beeldende kunst. In 1989 kreeg het de naam Kunst & Museumjournaal.
Het blad verscheen op initiatief van de directeuren van de (toen) drie musea voor moderne kunst: A.M. Hammacher (Kröller-Müller Museum), E.L.L. de Wilde (Van Abbemuseum), W.J.H.B. Sandberg (Stedelijk Museum Amsterdam), en ir. V.W. van Gogh, de grondlegger van het Van Gogh Museum Amsterdam. Het eerste nummer noemt de doelstelling: ‘een goed verzorgd tijdschrift uitsluitend voor de negentiende en twintigste-eeuwse beeldende kunst’. De uitgave werd gedragen door samenwerkende musea en culturele instellingen, de ‘participanten’. In 1961 hadden zich zes musea bij de oorspronkelijke drie stichters aangesloten, in 1970 waren er vijftien participanten, in 1980 dertig. In 1996 was de kring met een aantal Belgische musea erbij nog groter, het aantal participanten was toen 42.

## De jaren zestig en zeventig
Museumjournaal richtte zich op onderwerpen die rechtstreeks verband hielden met de participerende musea en cultuurcentra: hun tentoonstellingen, hun belangrijke nieuwe aanwinsten en essays over onderdelen van hun collectie. Het publiceerde boekbesprekingen en bracht nieuws over musea en galeries in het buitenland en hun activiteiten op het gebied van de moderne kunst. Het blad kreeg daardoor in de jaren zestig een belangrijke functie als forum van de naoorlogse avantgarde in de beeldende kunst. Deze aanpak sloeg aan, het aantal abonnees steeg in de jaren zeventig naar 4500. De redactie van Museumjournaal werd gevormd door mensen die in de participerende musea werkzaam waren. In 1961 vonden de vier stichters van het blad dat ‘een jonge generatie’ het voortouw moest nemen. Wim Beeren werd toen hoofdredacteur, Rudi Oxenaar en Edy de Wilde kwamen onder anderen in de redactie. Na Beeren werden achtereenvolgens Rini Dippel, Paul Hefting en Liesbeth Brandt Corstius hoofdredacteur. In 1980 kwam de eerste hoofdredacteur die geen museumbaan had, Paul Groot.

## De jaren tachtig en negentig
Het jaar 1980 bracht een koerswijziging, de inhoudelijke band tussen Museumjournaal en de deelnemende instellingen werd losser. Het tijdschrift maakte in de jaren tachtig meer plaats voor algemene kunstkritiek en kunsttheoretische beschouwingen, waaronder ook poststructuralistische essays. Het abonneebestand liep sterk terug. In 1989 kwam een tweede belangrijke verandering, toen de Rijksdienst Beeldende Kunst (RBK, onderdeel van het ministerie van CRM) als participant toetrad. Dit betekende dat Museumjournaal de taak van Dutch Art + Architecture Today (DA+AT) erbij kreeg, een periodiek waarmee de Rijksdienst het buitenland sinds 1977 over hedendaagse Nederlandse beeldende kunst en architectuur informeerde. Museumjournaal ging toen verder onder de naam Kunst & Museumjournaal en kreeg ook een Engelstalige editie.

## ‘Einde van een tijdperk’
In 1989 werd Paul Groot door Philip Peters als hoofdredacteur opgevolgd. Peters volgde de koers van de jaren tachtig, met kunstbeschouwing en kunstkritiek, en met een voorkeur voor discussie en polemiek. In 1996 verscheen het laatste nummer. Peters beschreef daarin hoe het kwam dat ‘het oudste tijdschrift voor moderne kunst ter wereld’ niet langer kon blijven bestaan: het ‘einde van een tijdperk’. Participerende instellingen hadden om financiële en inhoudelijke redenen afgehaakt, abonnees bleven weg, en geïnteresseerden in de beeldende kunst na 1850 konden ook kiezen voor drie nieuwe tijdschriften, Metropolis M (1979), Jong Holland (1985) en De Witte Raaf (1986). De grote afstand die de redactie inmiddels van de musea scheidde blijkt uit de woorden van Peters: de redactie weigerde een ‘clubblad’ voor de participerende instellingen te maken. Een Museumjournaal zoals vroeger was trouwens hoe dan ook onmogelijk te realiseren, voegde hij eraan toe, want conservatoren kunnen of willen niet schrijven, of ze hebben er geen tijd voor.